# Guillaume Le Boëdec
Guillaume Le Boëdec, né le 14 novembre 1929 à Cergy et mort le 13 juillet 1989 à Saint-Brieuc, est un footballeur français des années 1950. Durant sa carrière professionnelle, il évolue au poste de défenseur au Stade rennais puis au Red Star.

## Biographie
Né le 14 novembre 1929 à Cergy, dans le département de Seine-et-Oise, d'une famille d'origine bretonne, Guillaume Le Boëdec joue à la VGA de Saint-Maur avant d'être recruté par le Stade rennais en 1954, à l'âge de 27 ans. Il débute donc sur le tard sa carrière de footballeur professionnel, au sein d'un club qui évolue en deuxième division depuis la saison précédente. Dès sa première saison à ce niveau, il devient titulaire en défense, associé à René Billon et Jacques Poulain, et dispute 34 rencontres de championnat. Lors de la suivante, concurrencé par Yves Boutet et Yves Toupel, son temps de jeu se réduit, avec 23 apparitions en deuxième division. Sa période rennaise se termine en 1956 sur un titre de champion de France de deuxième division.
Si le Stade rennais monte alors en Division 1, Guillaume Le Boëdec reste pour sa part à l'étage inférieur, et retourne en région parisienne, en signant au Red Star. Il y joue durant trois saisons, cumulant une centaine de matchs disputés sous les couleurs du club audonien. En défense, il fait partie des joueurs les plus utilisés durant cette période, à l'instar de Louis Broccolicchi et Léon Allart. En 1959, il quitte le Red Star pour retourner dans les rangs amateurs, et rejoint le Stade briochin.
Guillaume Le Boëdec meurt à Saint-Brieuc le 13 juillet 1989, à l'âge de 59 ans.

## Palmarès
Guillaume Le Boëdec est sacré champion de France de deuxième division avec le Stade rennais en 1956, année lors de laquelle il est aligné à 23 reprises en championnat par Henri Guérin.

## Statistiques
| Saison                | Club                  | Championnat           | Championnat | Championnat | Coupe(s) nationale(s) | Coupe(s) nationale(s) | Coupe Drago | Coupe Drago | Total | Total |
| Saison                | Club                  | Division              | M.          | B.          | M.                    | B.                    | M.          | B.          | M.    | B.    |
| 1954-1955             | Stade rennais UC      | Division 2            | 34          | 0           | 3                     | 0                     | 2           | 0           | 39    | 0     |
| 1955-1956             | Stade rennais UC      | Division 2            | 23          | 0           | 3                     | 0                     | 0           | 0           | 26    | 0     |
| Sous-total            | Sous-total            | Sous-total            | 57          | 0           | 6                     | 0                     | 2           | 0           | 65    | 0     |
| 1956-1957             | Red Star              | Division 2            | 35          | 0           | 0                     | 0                     | 1           | 0           | 36    | 0     |
| 1957-1958             | Red Star              | Division 2            | 37          | 1           | 0                     | 0                     | 3           | 0           | 40    | 1     |
| 1958-1959             | Red Star              | Division 2            | 35          | 1           | 4                     | 0                     | 2           | 0           | 41    | 1     |
| Sous-total            | Sous-total            | Sous-total            | 107         | 2           | 4                     | 0                     | 6           | 0           | 117   | 2     |
| Total sur la carrière | Total sur la carrière | Total sur la carrière | 164         | 2           | 10                    | 0                     | 8           | 0           | 182   | 2     |